# Гастоне Мартеллі
Гастоне Мартеллі (італ. Gastone Martelli; нар. 24 липня 1908, Бентівольйо — ?) — італійський футболіст, що грав на позиції півзахисника, зокрема, за «Болонью», у складті якої — чемпіон Італії і дворазовий володар Кубка Мітропи.
Був відомий як Мартеллі II, оскільки мав старшого брата Джузеппе, також відомого за виступами у складі «Болоньї».

## Ігрова кар'єра
У дорослому футболі дебютував 1926 року виступами за команду «Анконітана», в якій провів один сезон.
Своєю грою за цю команду привернув увагу представників тренерського штабу клубу «Болонья», до складу якого приєднався 1929 року. Відіграв за болонської команду наступні сім сезонів своєї ігрової кар'єри. За цей час виборов титул чемпіона Італії, двічі ставав володарем Кубка Мітропи.
Завершив ігрову кар'єру у команді «Алессандрія», за яку виступав протягом 1936—1937 років.

## Статистика виступів

### Статистика виступів у кубку Мітропи
| №                      | Розіграш               | Стадія                 | Дата та місце проведення | Команда 1              | Рахунок                                            | Команда 2         | Голи та інші дії |
| ---------------------- | ---------------------- | ---------------------- | ------------------------ | ---------------------- | -------------------------------------------------- | ----------------- | ---------------- |
| 1                      | 1932                   | 1/4                    | 10.06.1932, Болонья      | Болонья                | 5:0                                                | Спарта (Прага)    |                  |
| 2                      | 1932                   | 1/4                    | 28.06.1932, Прага        | Спарта (Прага)         | 3:0                                                | Болонья           |                  |
| 3                      | 1932                   | 1/2                    | 10.07.1932, Болонья      | Болонья                | 2:0 [Архівовано 25 лютого 2021 у Wayback Machine.] | Ферст Вієнна      |                  |
| 4                      | 1932                   | 1/2                    | 17.07.1932, Відень       | Ферст Вієнна           | 1:0 [Архівовано 25 лютого 2021 у Wayback Machine.] | Болонья           |                  |
| 5                      | 1934                   | 1/8                    | 17.06.1934, Болонья      | Болонья                | 2:0 [Архівовано 5 травня 2021 у Wayback Machine.]  | Бочкаї (Дебрецен) |                  |
| 6                      | 1934                   | 1/8                    | 24.06.1934, Будапешт     | Бочкаї (Дебрецен)      | 2:1 [Архівовано 5 травня 2021 у Wayback Machine.]  | Болонья           |                  |
| Всього в кубку Мітропи | Всього в кубку Мітропи | Всього в кубку Мітропи | Всього в кубку Мітропи   | Всього в кубку Мітропи | 6                                                  | Голи              | 0                |

## Титули і досягнення
- Чемпіон Італії (1):

«Болонья»: 1935–1936
- Володар Кубка Мітропи (2):

«Болонья»: 1932, 1934